# Shadows and Light (Lied)

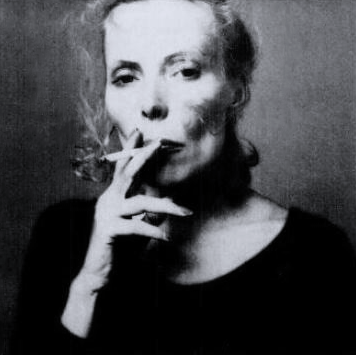
Joni Mitchell (1975)

Shadows and Light ist das letzte Lied von Joni Mitchell aus dem Album The Hissing of Summer Lawns von 1975.

## Musik
Das Stück hat den Charakter einer Hymne. In der Originalversion besteht es aus Mehrfachaufnahmen von Mitchells Stimme, die so zu einem Gospelchor anwächst, und einem von Mitchell gespielten ARP-Synthesizer. Mitchell lieferte also alle Beiträge zur Aufnahme selbst.
Das Lied gab 1980 dem Live-Album Shadows and Light den Namen, wo der Titel in der Einleitung kurz anklingt und gegen Ende gespielt wird. Der Gospelchor wird hier von The Persuasions gebildet.
Es gibt 14 Coverversionen des Lieds, u. a. von  David Lahm (Jazz Takes on Joni Mitchell) und von Moss, einer Vocal-Jazz-Gruppe mit den Sängern Peter Eldridge, Lauren Kinhan, Theo Bleckmann, Kate McGarry und Luciana Souza.

## Text
Das Lied betrachtet die Gegensätze Blindheit und Sehen, Falsch und Richtig, Tag und Nacht. Das Gleichgewicht zwischen Gut und Böse ist ein gemeinsames Thema in Mitchells Songwriting, das solche Komplexitäten oft untersucht:

„Jedes Bild hat seine Schatten

Und es hat eine Quelle des Lichts

Blindheit und Sicht.“

„Mann der Grausamkeit, Kainsmal“ bezieht sich auf den biblischen Kain, der seinen Bruder Abel ermordete.